# 禪昌寺
禪昌寺為岐阜縣下呂市（舊益田郡萩原町）臨濟宗妙心寺派之寺院。山號為龍澤山。本尊為釋迦如來、觀音菩薩。

## 由來
平安時代源信創建並開始傳法，享祿年間（1528年～1532年）三木直頼以開基之基礎再行興建。江戶時代本寺因荒廃之故，與大雄山圓通寺統合寺號為禪昌寺。

## 文化財
- 國家指定天然記念物
  - 禪昌寺大杉木
- 岐阜縣指定名勝
  - 禪昌寺庭園

## 所在地
- 岐阜縣下呂市中呂1089

## 外部連結
- 下呂市文化財一覽（下呂市教育委員會）
- 下呂温泉私設導覽板 （页面存档备份，存于）